# Модоло, Саша
Саша Модоло (итал. Sacha Modolo, род. 19 июня 1987 в Конельяно, Италия) — итальянский профессиональный шоссейный велогонщик, выступающий с 2018 года за команду «EF Pro Cycling». Участник летних Олимпийских игр 2012 года.

## Победы
2009
- Чемпионат Европы, групповая гонка — 3-е место

2011
- Кубок Уго Агостони
- Тур Дании — этапы 1 и 5
- Тур озера Цинхай — этапы 5 и 9
- Тур Бриксии — этап 5
- Неделя Ломбардии — этапы 2 и 3
- Джиро ди Падания — этапы 1 и 3

2012
- Кубок Бернокки
- Тур Австрии — этапы 3 и 6
- Тур Турции — этап 6
- Джиро ди Падания — этап 2
- Круг Сарты — очковая классификация

2013
- Кубок Бернокки
- Мемориал Марко Пантани
- Тур озера Цинхай — этапы 1, 4, 8, 9, 11, 12 и очковая классификация
- Тур Сан-Луиса — этап 2

2014
- Тур Сан-Луиса — этап 7
- Вольта Алгарви — этап 1
- Трофео Пальма
- Трофео Сес Салинес
- Три дня Де-Панне — этапы 2, 3a и очковая классификация
- Тур Швейцарии — этап 5
- Тур Пекина — этап 5

2015
- 1-й  Тур Хайнаня
  - этапы 3 и 4
- Джиро д'Италия — этапы 13 и 17
- Тур Турции — этап 5

2016
- Тур Турции — этапы 4 и 7
- Тур Чехии — этап 2

2017
- Гран-при кантона Аргау
- Тур Хорватии — этапы 1 и 6
- Тур Польши] — этапы 2

2018
- Вуэльта Андалусии - этап 3

## Статистика выступлений наГранд Турах
| Гонка   | 2010 | 2011 | 2012 | 2013 | 2014 | 2015 | 2016 | 2017 | 2018 |
| ------- | ---- | ---- | ---- | ---- | ---- | ---- | ---- | ---- | ---- |
| Джиро   | НФ   | НФ   | 138  | 125  | —    | 126  | 84   | НФ   | 88   |
| Тур     | —    | —    | —    | —    | НФ   | —    | —    | —    | —    |
| Вуэльта | —    | —    | —    | —    | —    | —    | —    | 131  | —    |